# Арсений (Изотов)
Епископ Арсений (в миру Алексей Феодорович Изотов; 10 (22) января 1823, Осташков, Тверская губерния — 16 (29) апреля 1909, Жёлтиков монастырь, Тверской уезд, Тверская губерния) — епископ Русской православной церкви, епископ Сухумский.

## Биография
Предки епископа Арсения в XVII—XVIII веке были священнослужителями села Оковец Ржевского (с 1770-х годов — Осташковского) уезда Тверской епархии. Его отец — Федот Никифорович Изотов был священником в погосте Голенкове Осташковского уезда и в погосте Белом Бежецкого уезда.
В 1845 году он окончил Тверскую духовную семинарию, затем Горы-Горецкий земледельческий институт.
С 1847 года был преподавателем Тверской духовной семинарии: вначале преподавал естественные науки, а потом и другие предметы. В то же время исполнял обязанности помощника инспектора семинарии.
6 декабря 1858 года рукоположён в священника и определён к тверскому Христорождественскому монастырю.
В 1874 году перемещён на священническое место к тверской Предтеченской церкви.
11 июня 1878 года возведён в сан протоиерея.

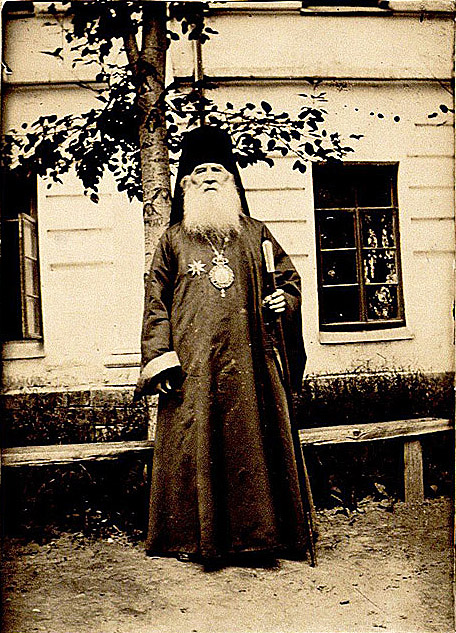
Епископ Сухумский Арсений (Изотов)

19 декабря 1880 года пострижен в монашество и в 1881 году назначен настоятелем в сане игумена в Николаевскую Теребенскую пустынь.
25 марта 1884 года возведён в сан архимандрита.
4 декабря 1885 года назначен настоятелем Русской посольской церкви в Константинополе.
С 9 октября 1893 года — настоятель московского Симонова монастыря.
В 1894 году управлял делами Иерусалимской духовной миссии.
8 февраля 1895 года хиротонисан во епископа Сухумского. Хиротонию совершили митрополит Санкт-Петербургский Палладий (Раев), митрополит Московский Сергий (Ляпидевский), архиепископ Новгородский Феогност (Лебедев), архиепископ Варшавский Флавиан (Городецкий), архиепископ Финляндский Антоний (Вадковский), епископ Нарвский Никандр (Молчанов) и епископ Гдовский Назарий (Кириллов). Одновременно управлял Драндским Успенским монастырём. На месте были недовольны. Были возмущения и выступления против него и ему пришлось покинуть кафедру. 26 марта 1905 году уволен на покой, согласно прошению.
Проживал в Жёлтиковом монастыре около Твери. Скончался 16 апреля 1909 года. Погребён в соборе обители.

## Сочинения
- Речь при наречении во епископа. — Приб. к Церковным ведомостям. — 1895. — № 5. — С. 191.
- Святый град Иерусалим и другие святые места Палестины с указанием на важнейшие местности её. — СПб., 1896.
- Слово преосвященного Арсения, епископа Сухумского, при открытии Василиско-Златоустовского женского монастыря. // Церковные ведомости, издаваемые при Святейшем Правительствующем Синоде. — 1901. Второе полугодие. — СПб.: Синодальная тип., 1901. — С. 1821—1822.